# Vestfálská suverenita
Vestfálská suverenita je pojetí státní svrchovanosti, které v Evropě vzniklo po vestfálské mírové smlouvě z roku 1648. Koncept svrchovanosti je základním kamenem původně evropského a později globálního systému států, který se formoval od 16. století, aby byl normativně zakotven vestfálským mírem po Třicetileté válce. Suverenita má ve vestfálském systému dvojí obsah: na jedné straně je suverenita definována dovnitř, když státu zajišťuje výlučný výkon moci nad jeho územím a obyvatelstvem. Na druhé straně je suverenita definována z vnějšku jako autonomie v zahraniční politice. Formálně neexistuje žádná vnější moc, jíž by se státy musely zpovídat ze svého chování v mezinárodních vztazích, a proto jsou si formálně všechny státy rovné. Tento systém mezinárodních vztahů je označován jako anarchický, tj. bez vlády (an-arché). Platí, že mezinárodní anarchie je zrcadlovým obrazem plné vnitřní suverenity.

## Situace před Vestfálským mírem

### Středověk
Systém středověké Evropy byl postaven na převážně agrárně orientovaných politických celcích, významné slovo měly také městské státy či samostatná svobodná města. Mezi vlivné spolky patřily i rytířské řády, na druhé straně jedním z nejvýznamnějších aktérů byl papež, monastické sítě a církev jako instituce obecně.

### Augšpurský mír
Předchůdcem Vestfálské suverenity byl Augšpurský mír přijatý císařem Karlem V. a říšskými knížaty v Augšpurku 25. září 1555, kterým bylo ukončeno první období křesťanských válek ve Svaté říši římské. Nejdůležitější je však uznaná náboženská svoboda: cuius regio, eius religio (čí země, toho náboženství).

### Třicetiletá válka
V dalších letech na různých místech Evropy probíhaly mocenské (šlechta/panovník) a náboženské (katolíci/protestanti) spory, které v Čechách 23. května 1618 vyústily do 3. pražské defenestrace. Tím započala česká protihabsburská revoluce, která později přerostla v Třicetiletou válku. Už během ní bylo evidentní, že se obraz středověké Evropy definitivně mění. Boje sice neprobíhaly neustále ve všech místech najednou, v praxi to vypadalo jako série lokálních konfliktů, válkou byla však poznamenaná celá Evropa. Válka měla zásadní dopad na další vývoj v Evropě. Znatelné to bylo na velkém úbytku obyvatelstva. Důvodem byly nemoci, které se v době hladomoru, nedostatku základních potravin a hygieny šířily velkou rychlostí. A pak také samotné boje. Panovníci si začali uvědomovat, že vojenskou silou svého cíle nedosáhnou, tudíž se rozhodli vydat se diplomatickou cestou.

## Vestfálský mír

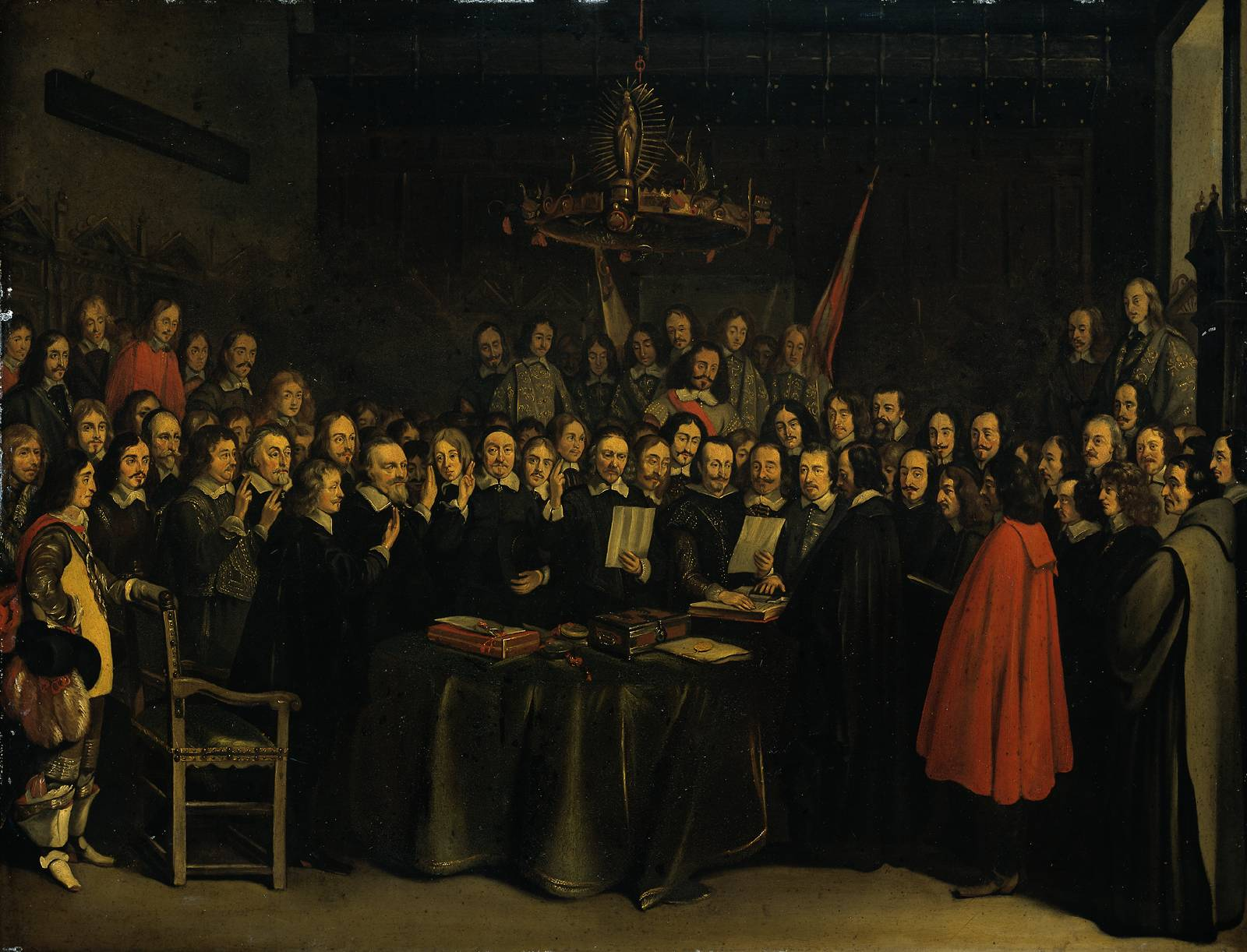
Podpis Vestfálského míru, Gerard ter Borch

### Mírová konference
V roce 1644 po komplikacích konečně začalo v Münsteru a Osnabrücku vyjednávání o míru. Ve vestfálském Münsteru se sešli zástupci katolické strany, druhé vestfálské město pak hostilo zástupce protestantských mocností. Jednání se celkem účastnilo 194 říšských knížat a stavovských osob a 176 diplomatů. Samotný mír byl podepsán dne 24. října 1648 v „Mírovém sále“ a přinesl s sebou propracovaný rámec pravidel pro nové uspořádání Evropy. Potvrdil mír, který byl podepsán v Augšpurku, a definitivně postavil politicko-diplomatickou sféru před náboženské zájmy, které se postupně dostávaly do pozadí. Uzavřený mír se navíc stal jakýmsi symbolickým mezníkem, který nastolil éru nového moderního systému. Tento nový druh systému se stal mezinárodním a vytvářel systém jednotek, u kterých byla uznána legitimita vzájemných hranic a vnitřní suverenita.

### Mocenské a církevní změny
V té době se Francie stala vedoucí mocností, Nizozemí a Švýcarsko obdržely samostatnost. Osud válkou zpustošených německých knížectví byl do jisté míry určován jinými národy, konkrétně šlo o Francii, Švédsko a Rakousko. Za úspěch německých knížat se dá považovat oslabení moci císaře Svaté říše římské. Byla zrovnoprávněna katolická, luteránská a kalvinistická náboženství, proto papež Inocenc X. smlouvě silně odporoval a prohlásil ji za neplatnou. Jednotlivcům sice ještě náboženská svoboda poskytnuta nebyla, ale o krok se přiblížila.

### Myšlenka mezinárodního práva
V tomto období vzniklo mezinárodní právo v moderním slova smyslu. Za duchovního otce je považován nizozemský učenec Hugo Grotius (1583-1645). Bylo to jeho dílo Tři knihy o právu válečném a mírovém (1625), které se dočkalo mimořádného mezinárodního ohlasu. Přebíralo přirozeněprávní tradici středověkých teologů a provádělo její sekularizaci. V době náboženských válek nebylo možné se řídit Božím zákonem, protože Evropa byla co do představ o Bohu rozdělena. Do dalších let se evropský systém měl řídit přirozeným právem na základě dedukce lidského rozumu v konsenzu s antickými a křesťanskými autory. Kromě toho vzniklo na základě vůle a dohody států právo vytvořené.

## Výsledky mírové smlouvy
Do vestfálské mírové smlouvy byla začleněna zásada státní svrchovanosti. To pro všechny zúčastněné strany znamenalo souhlas s tím, že budou navzájem respektovat svá územní práva a nebudou se vměšovat do vnitrostátních záležitostí. Vznikl decentralizovaný systém suverénních států bez nadřazené autority, která by rozhodovala o fungování vztahů a systému (anarchie v mezinárodních vztazích), narostl počet komunikačních kanálů, vznikla oficiální diplomacie a došlo k propojování ekonomických systémů (liberalizace obchodu). Tím se zrodila novodobá Evropa jakožto kontinent svrchovaných států.

## Vývoj v Evropě 1648-1914
V těchto letech narostl počet komunikačních kanálů a rostl rozvoj transportních systémů. To vedlo k rychlejšímu přenosu informací, obchodu a hospodářství. Ovládnutí moře přineslo možnost lepšího transportu osob, což bylo klíčem ke kolonizaci ostatních kontinentů. Průmyslová revoluce zefektivnila hlavně pozemní dopravu a ve 20. století přišla revoluce v podobě vzdušné dopravy. Zásadním se stala stále intenzivnější kolonizace ostatních kontinentů. Díky této expanzi se vestfálský systém šířil i do mimoevropských zemí a vznikl systém, kterému dominoval evropský styl politiky.
Výsledkem Vestfálského systému byl prostor pro růst diplomatických aktivit i na neformální úrovni. Nové uspořádání mezinárodních vztahů pomohlo ke vzniku a vývoji nestátních aktérů. Vytvořily se první mezinárodní, mezivládní a nevládní organizace, které dohlížely na jednání moderních států a přinesly snahu o řešení problémů, jakými byly lidská práva nebo životního prostředí.

## Vývoj ve 20. století
Dvacáté století přišlo s takzvanou Nadnárodní korporací (Transnational Corporations), IGO (International Governmental Organizations) a INGO (International Non-Governmental Organizations). Postupná transformace vestfálského systému nastolila systém nový. Díky neustále rostoucí rychlosti vývoje, 20. století změnilo některé základní aspekty vestfálského systému ze 17. století. K moci se dostaly nové státy a éra evropské světové politiky skončila. Došlo k prudkému nárůstu počtu obyvatel a struktura systému států se postupně změnila. Aktéři podlehli světovým trendům, vše bylo propojeno, což vedlo k rostoucí vzájemné závislosti. Nový trendem se stala globalizace, postupně zrušila rozdíly mezi jednotlivými kulturami a přinesla rozsáhlé migrační vlny. Díky těmto procesům se změnila struktura celého systému.

## Postvestfálský systém
V novém prostředí nemohou státy činit nezávislá ekonomická rozhodnutí, protože jsou ve stále vyšší míře ovlivňovány fungováním globálních trhů. Stát proto již celou řadu procesů neumí kontrolovat, a jeho úlohu potlačují jiní aktéři, kteří v důsledku globalizace přebírají do určité míry moc a autoritu, původně zakotvenou v teritoriálně suverénním státě. V důsledku procesu globalizace se tak mění původní systém mezinárodních vztahů založený na teritoriální suverenitě a nadřazenosti státu v teritoriálně rozčleněný systém charakterizovaný růstem "nadúzemních" vztahů mezi lidmi.
Politické a ekonomické uspořádání mezinárodních vztahů, které vychází z potlačení národní suverenity státu, je tedy označováno za postvestfálský systém. Mezi koncepce, které takové uspořádání odrážejí, patří např. koncepce hyperglobalizace čí nového medievalismu.
Někteří právní vědci naopak kritizují použitelnost vestfálského systému pro správu kyberprostoru. Zejména Lusine Vardanyan a Hovsep Kocharyan, právníci z Univerzity Palackého v Olomouci, ve své vědecké studii kladou otázku: „[J]ak zajistit fungování EU v kyberprostoru, který je považován za ‚bezhraniční‘? A vůbec – lze digitální suverenitu EU chápat jako prostou digitalizaci vestfálské suverenity a digitální prostor jako nové rozměrné území (vedle země, vody a vzdušného prostoru)? Praxe mezinárodního práva ukazuje, že s rozvojem mezinárodních vztahů se nemění samotná kategorie území, ale její obsahová stránka. Domníváme se, že by se neměl popírat význam území jako právního základu pro výkon suverenity v kyberprostoru, ale spíše je nutné znovu promyslet obsah této kategorie v digitálním světě. To je obzvlášť důležité v situaci, kdy EU staví otázku digitální suverenity do středu své digitální politické agendy. (...) Na rozdíl od jiných kategorií území má však kyberprostor specifickou a mnohovrstevnatou povahu, která neumožňuje jej chápat prizmatem klasického (vestfálského) pojetí území a již existujících principů jeho vymezení.“
Podle tohoto pohledu se kyberprostor odlišuje od jiných územních kategorií tím, že již není exkluzivní ve vestfálském smyslu; na formování tohoto prostoru se podílejí nejen státy, ale i velké technologické korporace (např. Google a Facebook). Tyto korporace vytvářejí digitální produkty, používají cookies a software ke sběru osobních údajů a k jejich sledování, a tím fakticky nastavují „digitální hranice“. Státy naopak často delegují těmto firmám prvky právní kontroly a skrze ně realizují části své digitální politiky. To vše představuje vznik nových rizik a výzev, které jsou tradiční teorii suverenity neznámé.
Tito autoři dále tvrdí: „Kromě toho kyberprostor, na rozdíl od jiných kategorií území, již není exkluzivní ve vestfálském pojetí, protože nejen státy, ale i velké technologické společnosti (Google, Facebook aj.) proměňují kyberprostor ve své ‚společné‘ území. Tyto společnosti například vytvářejí obchodní produkty, využívají cookies a software ke sběru dat a sledují subjekty údajů, zatímco samotné státy delegují těmto společnostem dohled nad dodržováním svých zákonů a realizují tak prostřednictvím nich svou digitální politiku. To vše jsou názorné příklady vytváření digitálních hranic v kyberprostoru, což staví do popředí nové hrozby a výzvy, které nejsou známé tradičnímu (vestfálskému) pojetí suverenity.“
Na základě toho Lusine Vardanyan a Hovsep Kocharyan docházejí k závěru, že je nutné vytvořit „digitální vestfálský“ systém, který by předcházel digitálním konfliktům a podporoval globální digitální spolupráci.